# Baťovo

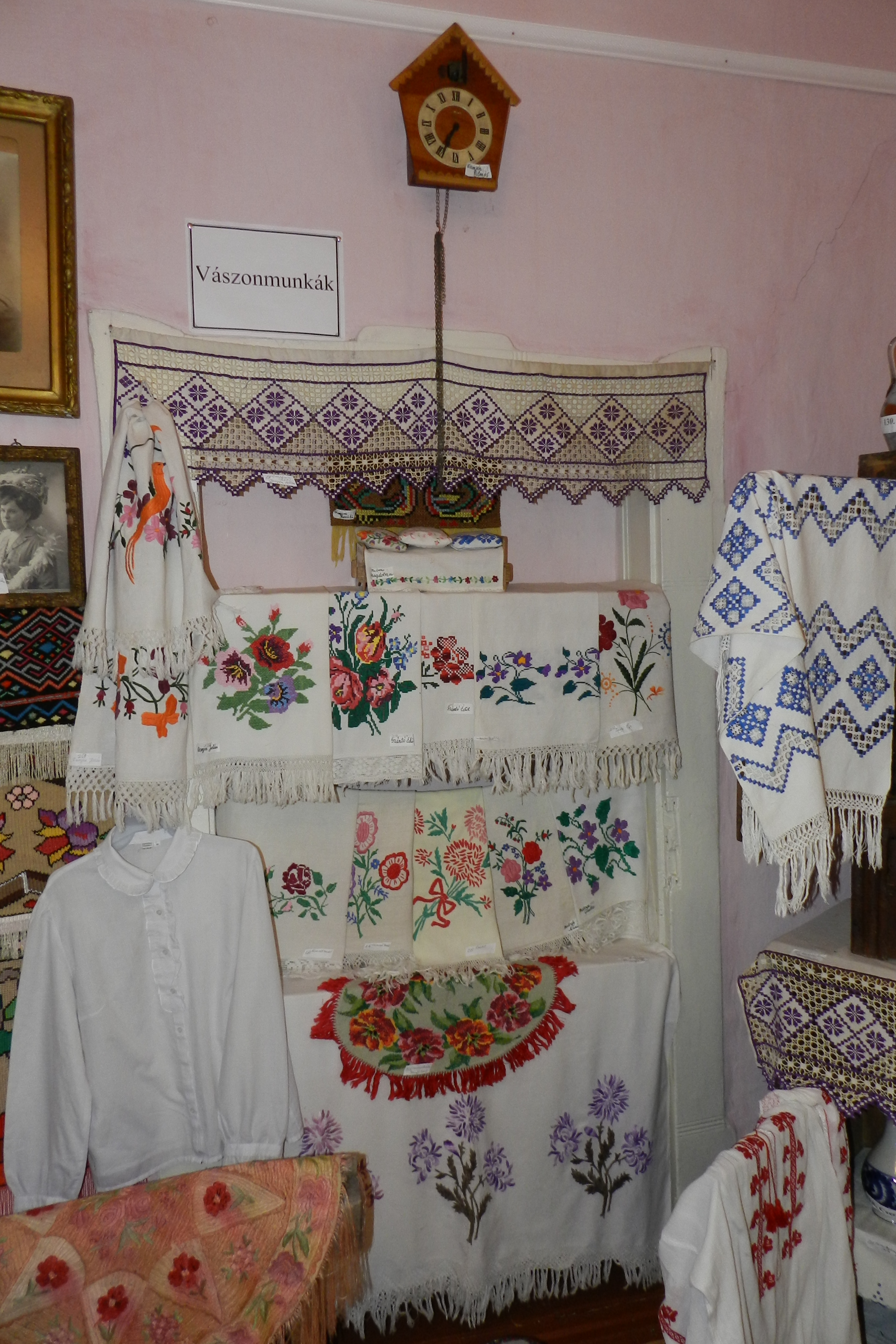
Expozice v místním muzeu

Baťovo (ukrajinsky Батьово, maďarsky Batyú, rusky Батёво) je městys (ukrajinsky selyšče) v Berehovském rajónu Zakarpatské oblasti na západě Ukrajiny.
Je zde sídlo jednotného územního společenství s názvem Baťovská vesnická komunita (ukrajinsky Батівська селищна громада), která má rozlohu 118,6 км².

## Historie
První písemná zmínka o městysu pod názvem Bátyú pochází z roku 1205. Původně byla majetkem rodu Betke, od kterého ji na počátku 13. století koupil zeť bána Šimona Bánka a připojil k lónyayovskému panství. Lónyayové byli majiteli obce od roku 1285 do roku 1920. Od rozpadu Rakouska-Uherska v roce 1918 až do října 1938 byla součástí Československa.
V roce 1930 zde žilo 1 837 obyvatel; z toho 135 Čechů, 65 Rusínů, 8 Němců, 1 331 Maďarů, 191 Židů a 107 cizinců. V letech 1938 až 1944 bylo Baťovo na základě první vídeňské arbitráže součástí Maďarského království. V roce 1944 Baťovo obsadila Rudá armáda. V červnu 1945 byla Podkarpatská Rus Československem oficiálně předána Sovětskému svazu a stala se součástí Ukrajinské SSR. Roku 1946 bylo Baťovo přejmenováno na Vuzlove (Вузлове, rusky Uzlovoje, Узловое), starý název byl navrácen v roce 1995.
V roce 1992 zde žilo 4500 obyvatel, 3800 v roce 2001, a 3000 v roce 2006. Průměrná mzda zde v roce 2008 činila v přepočtu kolem 4000 Kč.[zdroj?]

## Doprava
V Baťovu se nachází velká železniční stanice na hlavní železniční trati Lvov – Stryj – Čop s odbočkou na Berehovo a nákladní spojkou do Maďarska, jehož hranice leží jen 5 km jihozápadně. Vzhledem k blízkosti hranic mají všechny tyto tratě smíšený rozchod kolejí.

## Rodáci
- Jiří Gabriel (1930–2020), český filosof

## Partnerská města
- Fót, Maďarsko